# Fillisz
A Fillisz görög mitológiai eredetű angol női névből származik, jelentése leveles ág, lomb.

## Gyakorisága
Az 1990-es években szórványos név, a 2000-es években nem szerepel a 100 leggyakoribb női név között.

## Névnapok
ajánlott névnap
- június 21.[2]